# Synedoida saxea
Synedoida saxea là một loài bướm đêm trong họ Erebidae.